# Tour de la Mirabelle 2021
Tour de la Mirabelle 2021 er den 18. udgave af det franske etapeløb Tour de la Mirabelle. Cykelløbets prolog og tre etaper bliver kørt i departementet Meurthe-et-Moselle, og har en samlet distance på 530 km med 5582 højdemeter. De bliver kørt fra 27. til 30. maj 2021 med start i Tomblaine og mål i Damelevières. Løbet er en del af UCI Europe Tour 2021. Den oprindelige 18. udgave blev i 2020 aflyst på grund af coronaviruspandemien.

## Etaperne
| Etape    | Dato    | Start – Mål                         | type          | Afstand (km) | Elevation (m) | Etapevinder   | Førende rytter |
| -------- | ------- | ----------------------------------- | ------------- | ------------ | ------------- | ------------- | -------------- |
| Prolog   | 27. maj | Tomblaine – Tomblaine               | prolog        | 3,1          | 18 m          | Idar Andersen | Idar Andersen  |
| 1. etape | 28. maj | Pont-à-Mousson – Lesménils          | kuperet etape | 159,31       | 1.419 m       | Rory Townsend | Idar Andersen  |
| 2. etape | 29. maj | Neufchâteau – Saint-Amarin          | bjergetape    | 177,69       | 2.371 m       | Sjoerd Bax    | Idar Andersen  |
| 3. etape | 30. maj | Château de Lunéville – Damelevières | kuperet etape | 190,4        | 1.774 m       | Erlend Blikra | Idar Andersen  |

## Samlede stilling
| \| Samlede stilling \| Samlede stilling \| Samlede stilling \| Samlede stilling \| Samlede stilling \| \| Rytter \| Rytter \| Hold \| Tid \| \| \| ---------------- \| ------------------ \| -------------------------------- \| ---------------- \| ---------------- \| \| 1. \| Idar Andersen \| Uno-X Pro Cycling Team \| 12t 54' 07" \| \| \| 2. \| Sjoerd Bax \| Metec-Solarwatt p/b Mantel \| + 3" \| \| \| 3. \| Jan Maas \| Leopard Pro Cycling \| + 7" \| \| \| 4. \| Martí Márquez \| Equipo Kern Pharma \| + 9" \| \| \| 5. \| Lukas Ruegg \| Swiss Racing Academy \| + 10" \| \| \| 6. \| Roland Thalmann \| Team Vorarlberg \| + 16" \| \| \| 7. \| Laurence Pithie \| Équipe continentale Groupama-FDJ \| + 44" \| \| \| 8. \| Max Walker \| Trinity Racing \| + 1' 23" \| \| \| 9. \| Louis Blouwe \| Bingoal WB Development \| + 1' 27" \| \| \| 10. \| Hartthijs de Vries \| Metec-Solarwatt p/b Mantel \| + 1' 28" \| \| |                    |                                  |             |
| |                    |                                  |             |
| Kilde: ProCyclingStats |                    |                                  |             |
| Samlede stilling |                    |                                  |             |
| Rytter | Rytter             | Hold                             | Tid         |
| 1. | Idar Andersen      | Uno-X Pro Cycling Team           | 12t 54' 07" |
| 2. | Sjoerd Bax         | Metec-Solarwatt p/b Mantel       | + 3"        |
| 3. | Jan Maas           | Leopard Pro Cycling              | + 7"        |
| 4. | Martí Márquez      | Equipo Kern Pharma               | + 9"        |
| 5. | Lukas Ruegg        | Swiss Racing Academy             | + 10"       |
| 6. | Roland Thalmann    | Team Vorarlberg                  | + 16"       |
| 7. | Laurence Pithie    | Équipe continentale Groupama-FDJ | + 44"       |
| 8. | Max Walker         | Trinity Racing                   | + 1' 23"    |
| 9. | Louis Blouwe       | Bingoal WB Development           | + 1' 27"    |
| 10. | Hartthijs de Vries | Metec-Solarwatt p/b Mantel       | + 1' 28"    |

## Hold og ryttere
| UCI ProTeams (3)- Team Novo Nordisk - Equipo Kern Pharma - Uno-X Pro Cycling Team UCI Kontinentalhold (11)- Leopard - Vorarlberg - Metec-Solarwatt p/b Mantel - Canyon dhb SunGod - Groupama-FDJ Continental - Bingoal WB Development - Bike Aid - Black Spoke - Trinity Racing - Swiss Racing - Nippo-Provence-PTS Conti UCI Cyclocross Team- Cross Team Legendre Amatørcykelhold- EFC-L&R-Vulsteke Amatørkvindehold- Macadam’s Cowboys & Girls Regional- og klubhold (4)- Bourg-en-Bresse Ain Cyclisme - Club Cycliste d'Étupes - SCO Dijon - AVC Aix-en-Provence |
| |